# Małgorzata Kożuchowska
Małgorzata Dorota Kożuchowska (ur. 27 kwietnia 1971 we Wrocławiu) – polska aktorka filmowa i teatralna.

## Życiorys
Jest najstarszą córką Leszka i Jadwigi Kożuchowskich, doktora nauk pedagogicznych i nauczycielki rysunku technicznego. Ma dwie siostry, Maję i Hannę. Wychowywała się w Toruniu, gdzie w dzieciństwie uczęszczała na zajęcia do Studia Poetyckiego i brała udział w konkursach recytatorskich.
W 1994 ukończyła Państwową Wyższą Szkołę Teatralną w Warszawie. Po zdobyciu dyplomu dołączyła do zespołu warszawskiego Teatru Dramatycznego, z którym związana była do 2005. Następnie do 2014 była aktorką Teatru Narodowego. Współpracowała też z warszawskimi teatrami: Na Woli, Komedia i IMKA, jak również z Narodowym Centrum Kultury w Warszawie, Teatrem Polskim w Bielsku-Białej, Teatrem Polskiego Radia i Teatrem Telewizji Polskiej.
Popularność przyniosły jej role filmowe i telewizyjne w produkcjach, takich jak Kiler (1997), Kiler-ów 2-óch (1999), M jak miłość (2000–2011), Zróbmy sobie wnuka (2003), Tylko miłość (2007–2009), Rodzinka.pl (2011–2020), Prawo Agaty (2012–2015) i Druga szansa (2016–2018). Zajmuje się również dubbingiem; użyczyła głosu Glorii w animacjach: Madagaskar (2005), Madagaskar 2 (2008) i Madagaskar 3 (2012), a także Białej Królowej w filmach: Alicji w Krainie Czarów (2010) i Alicji po drugiej stronie lustra (2016).
Prowadziła program TVP1 My, Wy, Oni. Była ambasadorką marek kosmetycznych Kolastyna i Avon, a także wystąpiła w kampaniach reklamowych grupy ubezpieczeniowej Aviva, centrum handlowego Bonarka City Center i firmy biżuteryjnej Tous. W 2006 wydała muzyczny album studyjny pt. W futrze, który nagrała z zespołem Futro. Od października 2007 jest ambasadorką, a od czerwca 2010 również członkinią Rady Programowej Fundacji Mam Marzenie. W 2011 otrzymała Medal Świętego Brata Alberta za wspieranie osób niepełnosprawnych. Od listopada 2012 publikowała w tygodniku „Sieci”. W latach 2018–2020 była wiceprezesem Związku Artystów Scen Polskich.

## Życie prywatne
30 sierpnia 2008 w kościele Świętego Krzyża w Warszawie zawarła związek małżeński z dziennikarzem Bartłomiejem Wróblewskim. Związek pobłogosławił ksiądz Piotr Pawlukiewicz. Mają syna, Jana Franciszka (ur. 10 października 2014). Jest praktykującą katoliczką.

## Filmografia

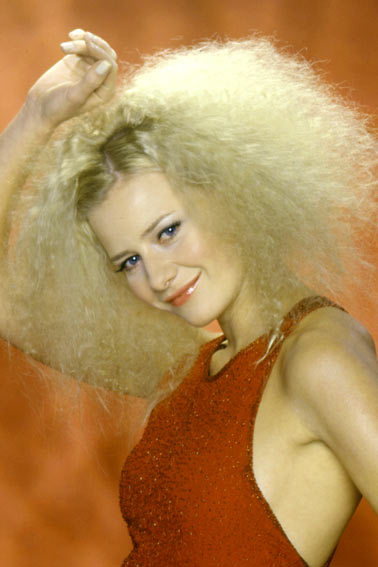
Małgorzata Kożuchowska (2002)

### Filmy fabularne
| Rok  | Tytuł                                   | Rola                       |
| ---- | --------------------------------------- | -------------------------- |
| 1994 | Oczy niebieskie                         | harcerka we śnie           |
| 1995 | Młode wilki                             | Marzena                    |
| 1996 | Gry uliczne                             | Ewa                        |
| 1996 | Ptaszka                                 | Maria                      |
| 1997 | Kiler                                   | Ewa Szańska                |
| 1997 | Pasaz                                   | Betty                      |
| 1999 | Kiler-ów 2-óch                          | Ewa Szańska                |
| 2001 | Kuglarczyk                              |                            |
| 2002 | Wtorek                                  | Małgosia                   |
| 2003 | Superprodukcja                          | aktorka Kożuchowska        |
| 2003 | Zróbmy sobie wnuka                      | Zośka Koselówna            |
| 2003 | Sloow                                   | super laska                |
| 2005 | Komornik                                | Anna Zenke                 |
| 2006 | Konflikt interesów                      | Paulina                    |
| 2006 | M jak Małgorzata Kożuchowska            | ona sama (bohaterka filmu) |
| 2007 | Dlaczego nie!                           | Renata                     |
| 2007 | Dzisiaj jest piątek                     | Helena                     |
| 2007 | Hania                                   | Kasia Korczyńska           |
| 2008 | Senność                                 | Róża                       |
| 2009 | Tma                                     | Tereza                     |
| 2010 | Dancing for You                         | Ania                       |
| 2015 | Listy do M. 2                           | matka Antosia              |
| 2016 | Kochaj!                                 | Marta                      |
| 2018 | Plagi Breslau                           | Helena Ruś                 |
| 2019 | Znajdę Cię                              | Joanna Pułaska             |
| 2019 | Proceder                                | „Łysa”                     |
| 2020 | Bad Boy                                 | Anna Dąbrowska             |
| 2020 | Prawdziwe uczucia                       | Teresa                     |
| 2020 | Banksterzy                              | Anna                       |
| 2020 | Czyściec                                | Fulla Horak                |
| 2020 | Amatorzy                                | ona sama                   |
| 2021 | Wyszyński. Zemsta czy przebaczenie      | Elżbieta Róża Czacka       |
| 2021 | To musi być miłość                      | Roma                       |
| 2022 | Gierek                                  | Stanisława Gierek          |
| 2022 | Krime Story. Love Story                 | mama Kamili                |
| 2022 | Wygrać marzenia                         | Maria                      |
| 2022 | Zołza                                   | Anna Sobańska              |
| 2022 | Gdzie diabeł nie może, tam baby pośle   | Dorota Lis                 |
| 2023 | Gdzie diabeł nie może, tam baby pośle 2 | Dorota Lis                 |
| 2023 | Chłopi                                  | Organiścina                |

### Seriale
| Rok               | Tytuł                  | Rola                                                         | Uwagi                           |
| ----------------- | ---------------------- | ------------------------------------------------------------ | ------------------------------- |
| 1995–1996         | Fitness Club           | Maryjka                                                      |                                 |
| 1996              | Sukces...              | dziewczyna bawiąca się z Kaweckim na przyjęciu u Morawskiego | odc. 4 Zdjęcie rodzinne         |
| 1997              | Pokój 107              | Ela                                                          |                                 |
| 1997              | Sława i chwała         | dziewczyna zabita w pierwszym dniu powstania warszawskiego   | odc. 7 Równina                  |
| 1997              | Zaklęta                | Ola                                                          |                                 |
| 1998              | Złotopolscy            | Jagoda                                                       | 12 odcinków                     |
| 1998              | Matki, żony i kochanki | Edyta                                                        |                                 |
| 1998              | Rodziców nie ma w domu | Kosa                                                         | 2 odcinki                       |
| 1999              | Lot 001                | Agata                                                        |                                 |
| 1999              | Na dobre i na złe      | Jolanta Majewska                                             | odc. 3 Życiowa decyzja          |
| 2000              | Przeprowadzki          | Lilianna Hirsz                                               | odc. 1 Kufer Liliany            |
| 2000              | Dom                    | Jadwiga Uziębło                                              | odc. 23 Kolejka do życia        |
| 2000–2011         | M jak miłość           | Hanka Mostowiak                                              |                                 |
| 2006              | Hela w opałach         | Viola Pacuda                                                 | odc. 15 Mała Miss               |
| 2007–2008         | Kryminalni             | Natalia Orłowska                                             | 14 odcinków                     |
| 2007–2009         | Tylko miłość           | Maja Kryńska                                                 |                                 |
| 2008              | Niania                 | Nicola                                                       | odc. 89 Muza potrzebna od zaraz |
| 2008–2009         | Teraz albo nigdy!      | Katarzyna Marczak                                            | 7 odcinków                      |
| 2009              | Siostry                | Alina                                                        | odc. 9 Paweł i Gaweł            |
| 2010              | Nowa                   | Paulina Barska                                               |                                 |
| 2010              | Duch w dom             | Grażyna                                                      | odc. 4 Dobra inwestycja         |
| 2011–2020 od 2025 | Rodzinka.pl            | Natalia Boska                                                |                                 |
| 2012–2015         | Prawo Agaty            | Maria Okońska                                                |                                 |
| 2014              | Świat według Kiepskich | ona sama                                                     | odc. 432 Kożuchowska            |
| 2016–2018         | Druga szansa           | Monika Borecka                                               |                                 |
| 2019              | Motyw                  | Luiza Porębska                                               |                                 |
| 2025              | Aniela                 | Aniela Krajewska                                             |                                 |

### Polski dubbing
| Rok       | Tytuł                                | Rola                |
| --------- | ------------------------------------ | ------------------- |
| 1993      | Kalifornia                           | Adele Corners       |
| 1994      | Molly                                | Daniela             |
| 2000      | Pokémon: Powrót Mewtwo               | Domino 009          |
| 2001      | Potwory i spółka                     | Celinka             |
| 2001      | Zakochany kundel II: Przygody Chapsa | Lili                |
| 2001–2003 | Aparatka                             | Sharon Spitz        |
| 2003      | Old School: Niezaliczona             | Heidi               |
| 2004      | Pinokio, przygoda w przyszłości      | Pinokio             |
| 2004      | W 80 dni dookoła świata              | Monique             |
| 2005      | Szeregowiec Dolot                    | Charlotte De Gaulle |
| 2005      | Madagaskar                           | hipopotamica Gloria |
| 2006      | I ty możesz zostać bohaterem         | Yankee Irving       |
| 2008      | Madagaskar 2                         | hipopotamica Gloria |
| 2009      | Madagwiazdka                         | hipopotamica Gloria |
| 2010      | Alicja w Krainie Czarów              | Biała Królowa       |
| 2010      | Biała i Strzała podbijają kosmos     | Biała               |
| 2012      | Madagaskar 3                         | hipopotamica Gloria |
| 2012      | Gdzie jest Gwiazdka?                 | wiedźma             |
| 2013      | Kumba                                | Mama W              |
| 2014      | Sekrety morza                        | Bronagh             |
| 2015      | Mały książę                          | matka               |
| 2016      | Alicja po drugiej stronie lustra     | Biała Królowa       |
| 2017      | Riko prawie bocian                   | Jutrzenka           |
| 2018      | Luis i obcy                          | pani Zgagarin       |
| 2019      | Rodzina Addamsów                     | Margot              |
| 2021      | Zabij to i wyjedź z tego miasta      | sklepowa w rybnym   |
| 2021      | Potworna robota                      | Celinka             |
| 2024      | Quo vadis. Miecz miłości             | Eunice              |
| 2024      | Smok Diplodok                        | Entomologia         |

## Role teatralne
Opracowano na podstawie materiału źródłowego: 
Teatr Dramatyczny w Warszawie

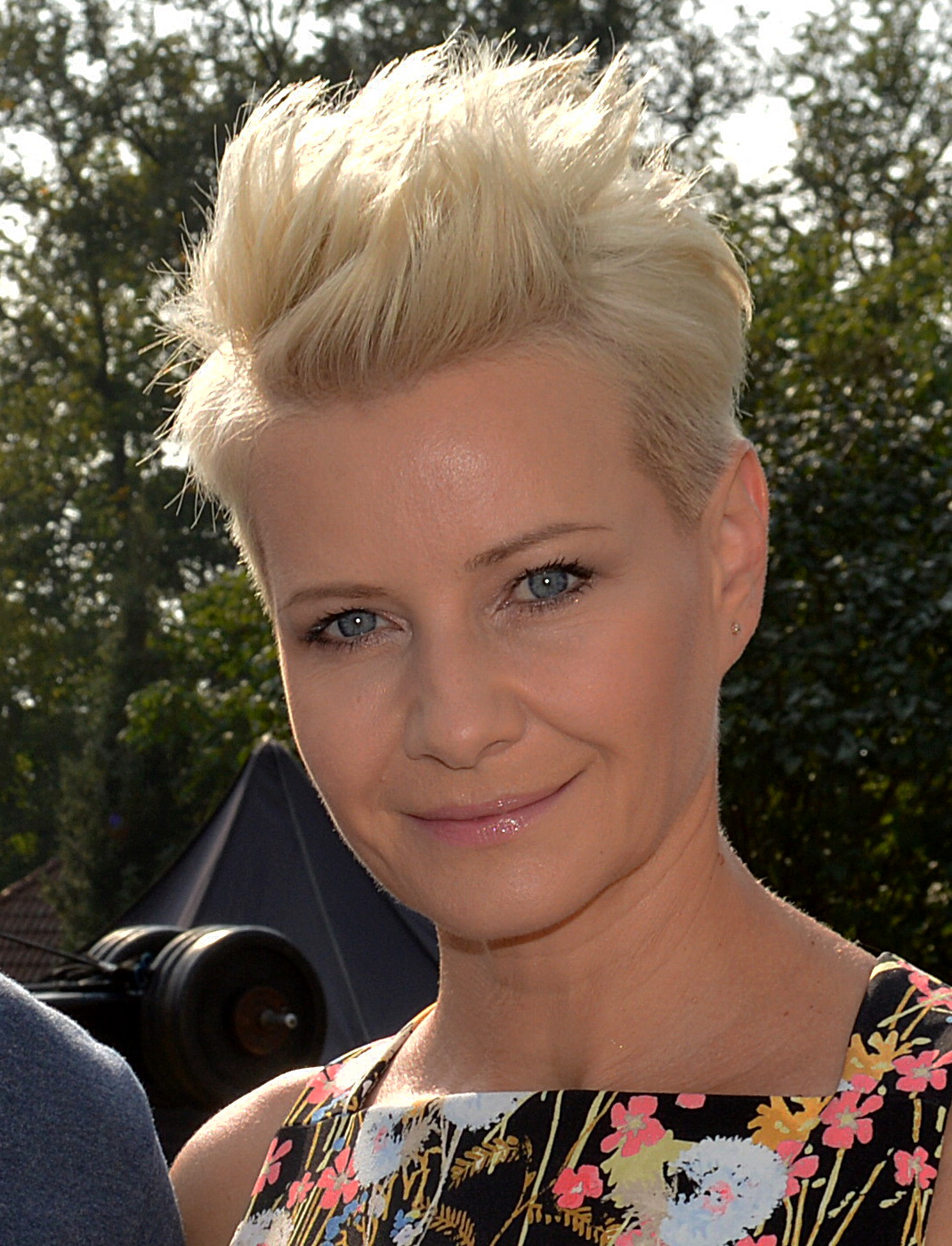
Małgorzata Kożuchowska (2018)

- 1994: Człowiek z La Manchy Mitcha Leigha w reżyserii Jerzego Gruzy
- 1994: Szósty stopień oddalenia, jako Tess
- 1995: Przygody Tomka Sawyera, jako Ciocia
- 1995: Magia grzechu, jako Łakomstwo
- 1995: Szkarłatna wyspa, jako Adeptka szkoły teatralnej
- 1996: Ildefonsjada Konstantego Ildefonsa Gałczyńskiego
- 1996: Jak wam się podoba Williama Szekspira w reżyserii Piotra Cieślaka, jako Febe i Dworzanin
- 1997: Elektra Sofoklesa
- 1997: Wiśniowy sad Antoniego Czechowa w reżyserii Leonida Hejfeca, jako Duniasza
- 1997: Poskromienie złośnicy Williama Szekspira w reż. Krzysztofa Warlikowskiego, jako Bianka
- 1998: Adam Mickiewicz śmieszy tumani przestrasza
- 1998: Niezidentyfikowane szczątki, jako Candy
- 1999: Opera żebracza Vaclava Havla, jako Polly
- 2001: Alicja w krainie czarów, jako królowa
- 2003: Obsługiwałem angielskiego... Bohumila Hrabala, jako Blanche
- 2005: Opowieść o zwyczajnym szaleństwie, jako Jana

Teatr Komedia w Warszawie
- 2006: One Pam Gems w reżyserii Krzysztofa Zaleskiego, jako Ryba

Teatr Narodowy
- 2004: Błądzenie po peryferiach Witolda Gombrowicza w reżyserii Jerzego Jarockiego, w rolach Albertynki, Alicji, Rity
- 2005: Kosmos Witolda Gombrowicza, w roli Leny
- 2007: Miłość na Krymie Sławomira Mrożka, w roli Tatiany Jakowlewny Borodiny
- 2009: Umowa, czyli łajdak ukarany, w roli Hrabiny
- 2013: Kotka na gorącym blaszanym dachu, w roli Margaret

Teatr Telewizji
- 1997: Zagłada ludu albo moja wątroba jest bez sensu Wernera Schwaba w reżyserii Filipa Bajona, w roli Desiree
- 1998: Niech żyją agenci Marka Bukowskiego w reżyserii Witolda Adamka, w roli Reporterki
- 2000: Co nie jest snem Eustachego Rylskiego w reżyserii Witolda Adamka, w roli Eunice
- 2002: Złodziejki chleba Ewy Lachnit w reżyserii Natalii Korynckiej-Gruz, w roli Kingi
- 2007: Czerwone komety Andreasa Sautera i Bernharda Studlara w reżyserii Andrzeja Strzeleckiego, w roli Lili Kroll
- 2015: Ich czworo Gabrieli Zapolskiej w reżyserii Marcina Wrony, w roli Żony
- 2017: Wojna, moja miłość Dominika W. Rettingera w reżyserii Wojciecha Nowaka, w roli Krystyny Skarbek

## Dyskografia
Albumy
- W futrze (2006, Studio Live Music)[13]

Kompilacje różnych wykonawców
- Nasza Niepodległa – Polscy artyści w 90. rocznicę odzyskania Niepodległości (2008, utwór: „Białe róże”, Polskie Radio)
- Cudowny świat (2010, utwór: „Samba przed rozstaniem”, FRK/EMI Music Poland)[14]

## Ordery i odznaczenia
- Krzyż Kawalerski Orderu Odrodzenia Polski (21 października 2016)[15]
- Złoty Medal „Zasłużony Kulturze Gloria Artis” (21 marca 2023)[16]
- Brązowy Medal „Zasłużony Kulturze Gloria Artis” (7 października 2015)[16]

## Nagrody i wyróżnienia
Opracowano na podstawie materiału źródłowego: 

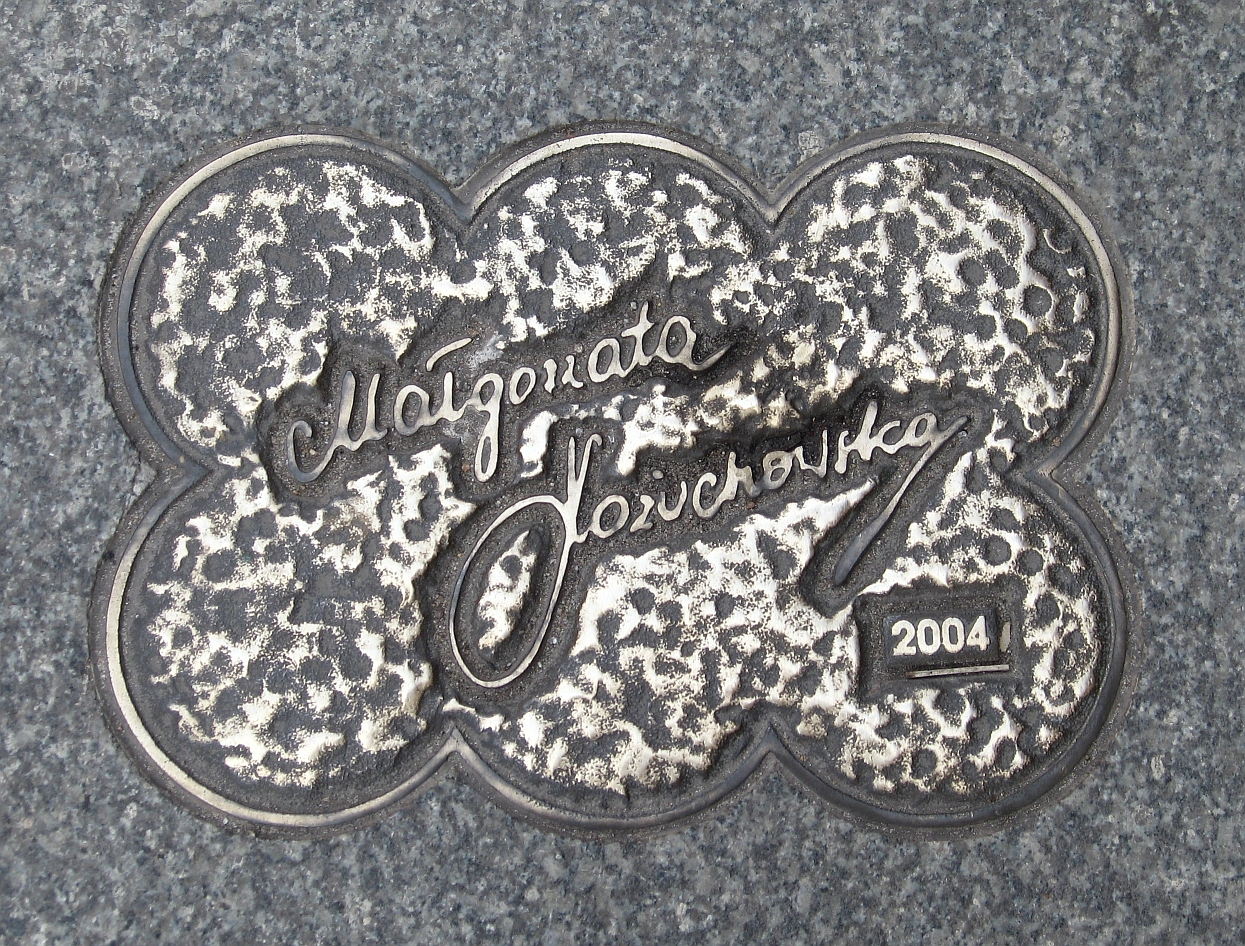
„Piernikowa katarzynka” na toruńskiej Alei Gwiazd

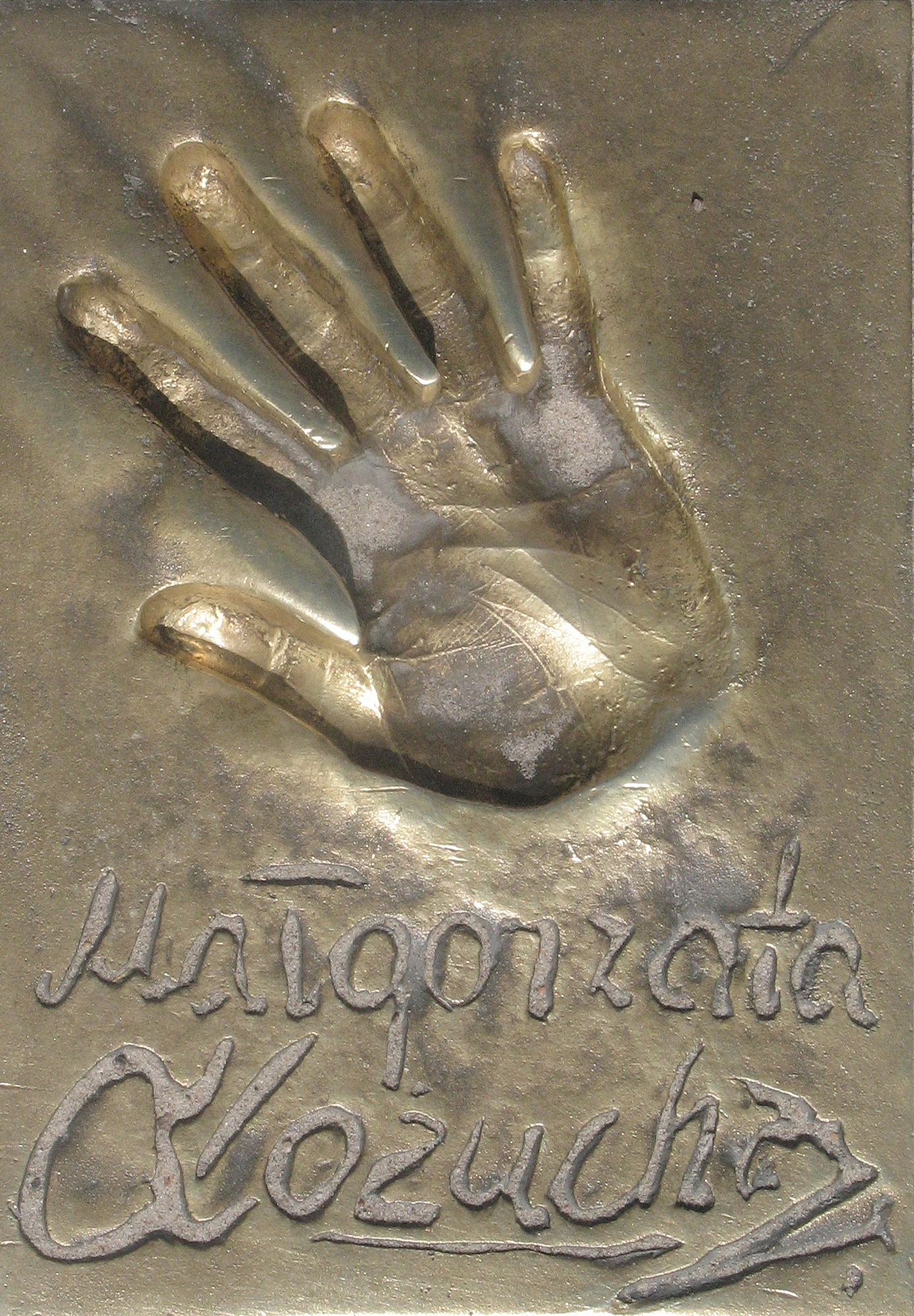
Odcisk dłoni M.Kożuchowskiej w Alei Gwiazd w Międzyzdrojach

- 2004: Nominacja do nagrody Feliksa Warszawskiego za najlepszą pierwszoplanową rolę kobiecą – Alicji, Albertynki i Rity w spektaklu Błądzenie według Witolda Gombrowicza w Teatrze Narodowym w Warszawie
- 2004: Promenada Gwiazd w Międzyzdrojach, odciśnięcie dłoni
- 2004: Piernikowa Aleja Gwiazd na toruńskim Rynku Staromiejskim, tablica w kształcie piernika z odlewem autografu
- 2004: Telekamery 2004 w kategorii „Aktorka”
- 2004: Złota Kaczka w kategorii „Najlepsza polska aktorka roku 2003” za rolę w filmie Zróbmy sobie wnuka
- 2005: Nominacja do nagrody Wiktora w kategorii „Najlepszy aktor”
- 2005: Telekamery 2005 w kategorii „Aktorka”
- 2005: Srebrny Motyl – nagroda miesięcznika „Super Linia” za promowanie zdrowego trybu życia
- 2006: Nominacja do Telekamer 2006 w kategorii „Aktorka”
- 2007: Kobieta Roku Glamour w kategorii „Aktorka”
- 2008: Super Jantar za „debiut aktorski dekady” (za rolę Ewy Szańskiej w filmie Kiler) na Koszalińskiem Festiwalu Debiutów Filmowych Młodzi i Film
- 2008: Róża Gali w kategorii „Piękni w sieci”[18]
- 2009: Nominacja do Złotych Kaczek w kategorii „Najlepsza rola kobieca sezonu 2008/2009” za rolę w filmie Senność
- 2011: Gwiazda Dobroczynności w kategorii „Wolontariusz”[19]
- 2012: Nominacja do Telekamer 2013 w kategorii „Aktorka”
- 2013: Tytuł „Najpiękniejszej Polki 2012” w plebiscycie Viva! Najpiękniejsi[20]
- 2013: Kobieta Dekady „Glamour”[21]
- 2013: „Kryształowy Dzik”, nagroda za twórczą współpracę aktora z reżyserem na VI Festiwalu Reżyserii Filmowej w Świdnicy
- 2016: Róża Gali w kategorii „Teatr”[22]
- 2017: Nominacja do Telekamer 2017 w kategorii „Aktorka”[23]
- 2020: Nominacja do Fryderyków 2020 w kategorii album roku muzyka dziecięca i młodzieżowa za Wyspę dzieci (piosenki babci i dziadka) (z Joanną Dark i Szymonem Majewskim)[24]
- 2022: Nominacja do Telekamer 25-lecia w kategorii „Najlepsza aktorka 25-lecia”[25]